# 营城子隧道
营城子隧道是京礼高速公路北京段一条1.8km长的隧道。该线于2017年3月9日开工，于2017年12月31日竣工，2018年全线通车。

## 基本信息
双向四车道，预留未来双向六车道。

## 施工
- 左线（进京方向）：据施工方计划可知晚于右线。[1]
- 右线（出京方向）：由中铁十九局集团三公司施工

## 影响
由于出口占用八达岭滑雪场位置，滑雪场将因此局部拆迁。